# Violoncel
El violoncel (de vegades abreujat cello) és un instrument de corda. Té quatre cordes afinades en la, re, sol i do (de dalt a baix), i es toca amb un arquet fet de pèls de cua de cavall. El violoncel és un dels instruments de l'orquestra simfònica. El músic que el toca és denominat violoncel·lista. Una forma comuna del nom de l'instrument és la paraula italiana violoncello (pronunciada com en italià: violontxel·lo). En italià també és abreviada, tot i que rarament: cello (pronunciat: txel·lo).
És considerat com l'instrument que més s'assembla a la veu humana. La història de la música conté moltes obres per a violoncel i és un instrument bàsic en moltes formacions instrumentals.
Obres rellevants compostes per al violoncel són les Sis suites de Bach. Un dels més coneguts és el «Preludi» de la primera Suite, tocat per molts violoncel·listes, un paràgraf musicat dels més ben compostos de la història de la música.
Les Suites van per ordre de composició i tenen diferents moviments- 
Suite núm. 1: Prelude (Obra de més importància)
Suite núm. 2: Allemande
Suite núm. 3: Courante
Suite núm. 4: Sarabande
Suite núm. 5: Galanteries (Minuet per les suites 1 i 2, Bourrée per la 3 i 4, Gavotte per la 5 i 6)
Suite núm. 6: Gigue

## Etimologia
El nom de violoncel prové de l'italià violoncello, diminitiu de violone, que significa «petit violó», és a dir petit contrabaix. Prové de l'occità o del francoprovençal viula, i aquest del llatí medieval vitula d'un arrel gemànic que és troba en el neerlandès vedel, l'alemany Fiedel i l'anglès fiddle.
El violó era el més gros i més bais de la família de la viola (viola da gamba) o la família del violí (viola da braccio). El mot violone avui en dia refereix a l'instrument de to més greu de les violes, una família d'instruments de corda que va passar de moda cap a final del segle xvii a la majoria de països excepte Anglaterra i, especialment, França, on van sobreviure un altre mig segle. A les orquestres simfòniques modernes, és el segon instrument de corda més gros després del contrabaix. A principi del segle xx, s'ha començat a escurçar en unes llengües europees el nom cap a cello, abreviació no usual en català, on cel·lo significa cinta adhesiva.

## Estructura

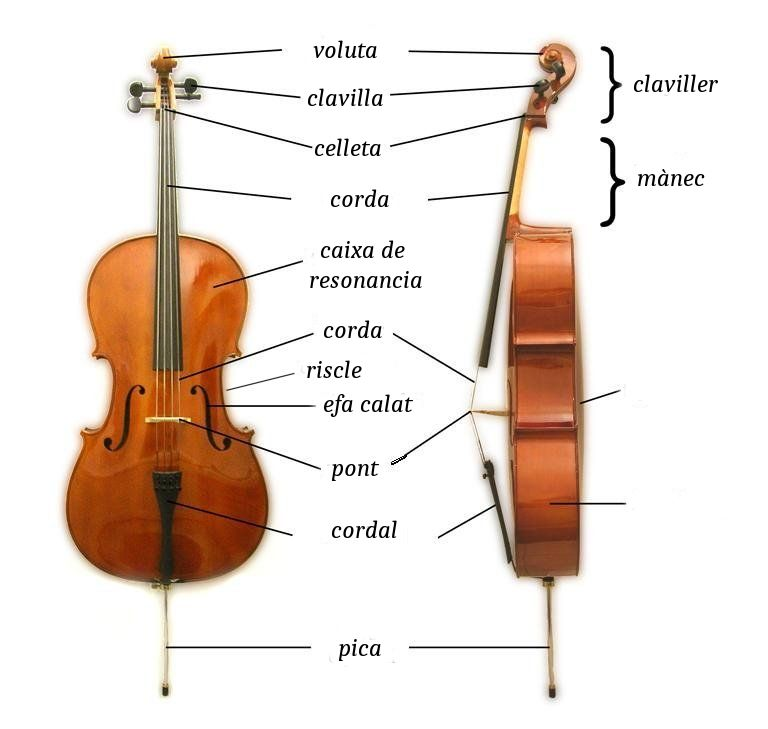
Parts del violoncel

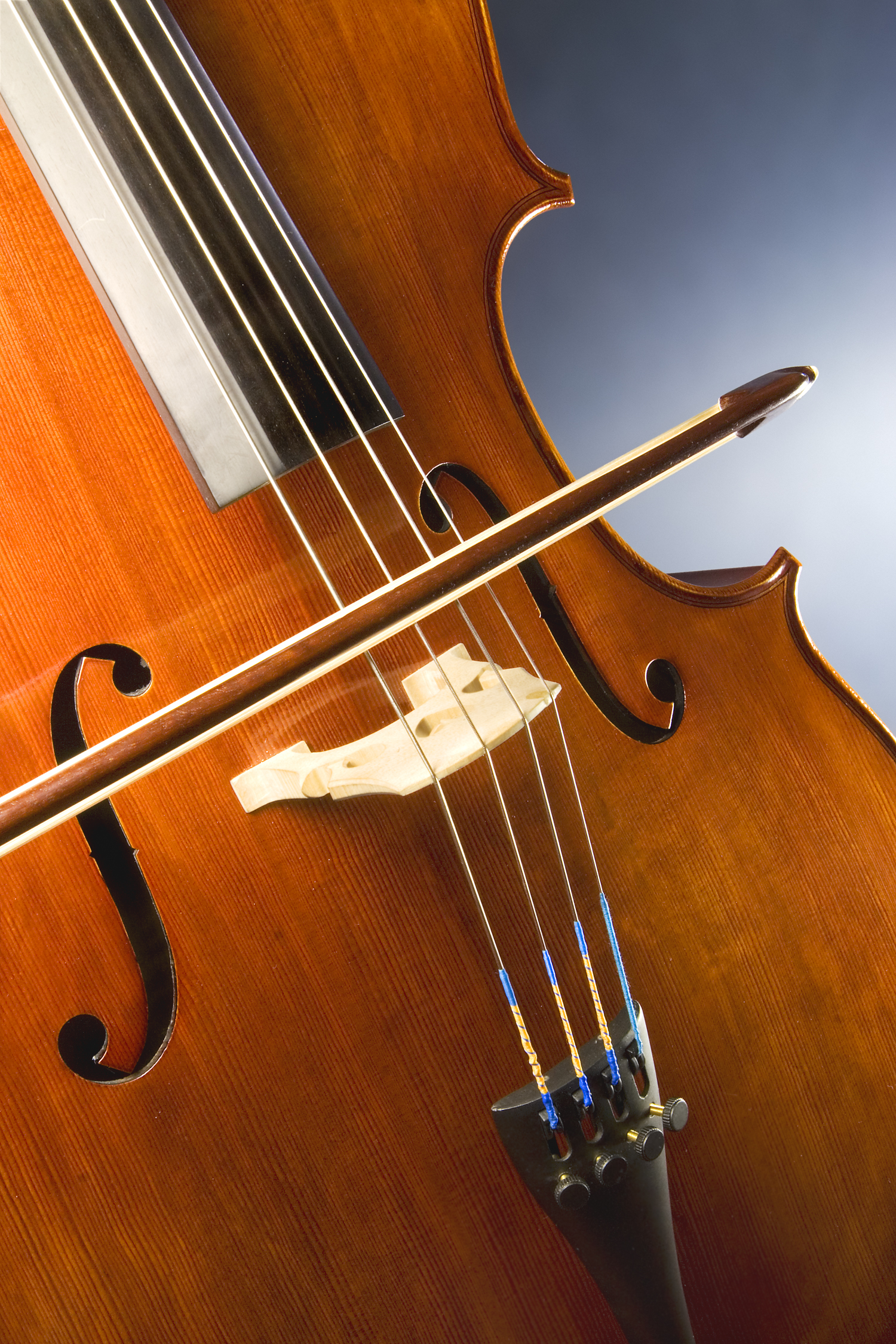
Pont i efes d'un violoncel modern

Les parts del violoncel són semblants a les de la resta d'instruments de corda fregada. La caixa de ressonància, o cos està formada per una tapa superior, una tapa inferior i una «faixa», que és una secció de fusta que uneix les dues tapes i crea una caixa buida. A l'interior d'aquest cos es troba el bastidor, que és una estructura de reforç per a les tapes i serveix per a controlar la vibració, i l'ànima, una barreta transversal de fusta que uneix les dues tapes del violoncel a la part mitjana, i serveix perquè el violoncel entri en ressonància amb les cordes.
A la tapa superior, hi ha dos orificis per on surt el so, anomenats «efes» (per la forma que semblant una efa) o calats. Als dos costats del cos hi ha dues escotadures, que tenen una forma còncava als dos costats del cos, que permeten una millor subjecció de l'instrument amb els genolls, i, sobretot, permet que hi passi l'arc i no topi amb el cos quan es toquen les cordes més laterals, en aquest cas, el do i el la. És al voltant d'aquesta caixa on es troben la resta d'estructures.
Començant des de dalt, primer es troba el cap (amb la voluta i el claviller amb les clavilles que serveixen per a afinar les cordes), el mànec i el diapasó, sense trasts, com tots els instruments de la família del violí, a diferència de la guitarra. Des de la meitat de l'instrument, es troba el pont i una mica a sota del cordal, que aguanta les cordes i ajuda a afinar el violoncel, ja que es troben allà incloses les claus (petites peces metàl·liques amb la mateixa funció de les clavilles).
A la part inferior encaixat el botó, d'on surt la pica, una peça metàl·lica la funció de la qual és subjectar l'instrument a terra i regular-ne l'alçada per a la comoditat del violoncel·lista.
Encara que la mida estàndard professional del violoncel és el de 4/4, existeixen instruments d'altres mides més petits, com 3/4, 1/2, 1/4 o 7/8. Els violoncels barrocs són més petits que els moderns.
| Bach's Cello Suite #1 (Bwv1007), 1r moviment – Prelude                                                                                              |
| |
| Bwv1007, primer moviment. Interpretat per John Michel                                                                                               |
| |
| J.S. Bach's Cello Suite #3, Sarabande |
| |
| BWV 1009, 4t moviment. Interpretat per Annie Camp a Atlanta amb un violoncel Stephanie Voss del 2008                                                |
| |
| Ave Maria |
| |
| Preludi núm.1 en do major del Well-Tempered Clavier Book I per J.S. Bach, més tard reescrit com a Ave Maria de Gounod. Interpretada per John Michel |
| |
| Suite de concerts en re major per a orquestra i viola da Gamba – TWV55:D6 – 1. Obertura                                                             |
| |
| Composta per Georg Philipp Telemann, interpretat per l'Advent Chamber Orchestra amb el violoncel·lista Stephen Balderston                           |
| |
| Élégie de Fauré |
| |
| Élégie de Gabriel Fauré, interpretada per Hans Goldstein (violoncel) i Eli Kalman (piano)                                                           |
| |
| Cello Concerto de Dvořák, 1r moviment |
| |
| Primer moviment del Concert per a violoncel de Dvořák, interpretat per John Michel                                                                  |
| |

### Pont, l'arquet i les cordes
El pont és una peça de fusta situada cap a la meitat superior del violoncel i sobre la qual si recolzen les quatre cordes. Ha d'estar en posició perpendicular al pla del violoncel i a la mateixa distància de les efes. No està enganxat ni clavat a la tapa, sinó que és subjectat gràcies a la pressió que exerceixen les cordes. La part superior està corbada, fet que fa que les quatre cordes al llarg del batedor i el diapasó no es trobin al mateix pla. Els ponts dels violoncels barrocs eren més petits i tenien la part superior molt menys corba, el que feia que totes les cordes estiguessin al mateix pla. El principal inconvenient d'això és que en tocar una corda, podrien tocar-se sense voler les cordes adjacents.
L'arquet és una vara de fusta, que de cada extrem hi ha moltes cerdes. Aquestes estan fetes per la cua d'un cavall.
Hi ha quatre cordes: (d'agut a greu) la 3, re 3 sol 2 i el do 2. Com més agudes, més primes.

## Matemàtica al violoncel
Si ens fixem en la distància que hi ha des del cap del violoncel al pont i del pont a l'inici de la pica, veiem que s'assembla a un quadrat d'or. A part, els harmònics respecten una proporció entre si: 2/1, 3/1, 4/1...

## Mides
Els violoncels de mida estàndard es coneixen com a «mida completa» o 4⁄4, però també es fabriquen en mides més petites (fraccionals), com ara  7⁄8,  3⁄4,  1⁄2,  1⁄4,  1⁄8 ,  1⁄10 i  1⁄16. Les fraccions es refereixen al volum més que a la longitud, de manera que un violoncel de mida 1/2 és molt més llarg que la meitat de la longitud d'un violoncel de mida completa. Els violoncels més petits tenen la mateixa construcció, abast i ús que els violoncels estàndard,, però simplement es redueixen per al benefici dels nens i els adults més baixos.
Existeixen violoncels de mides superiors a  4⁄4, i als violoncel·listes amb mans inusualment gosses pot fer menester un instrument no estàndard. Violoncels fets abans del 1700 tendeixen a ser considerablement més grossos que els que es solen tocar avui dia. Al voltant de 1680, els canvis en la tecnologia de fabricació de cordes van fer possible tocar notes més baixes amb cordes més curtes. Els violoncels de Stradivari, per exemple, es poden dividir clarament en dos models: l'estil fet abans de 1702, caracteritzat per instruments més grossos (dels quals només n'hi ha tres de conservats en la mida i configuració originals), i l'estil fet durant i després de 1707, quan Stradivari va començar a fer-ne de més petits. Aquest model posterior és el disseny més utilitzat pels lutiers moderns. La longitud de l'escala d'un violoncel de 4⁄4 és d'uns 70 cm. La nova mida oferia una projecció tonal més completa i un major rang d'expressió. L'instrument en aquesta forma pot aportar més peces musicalment i ofereix una major destresa física per al jugador per desenvolupar la tècnica.
| Dimensions aproximades per a 4⁄4 violoncel                                          | Mida mitjana        |
| ----------------------------------------------------------------------------------- | ------------------- |
| Amplada aproximada horitzontalment des dels extrems de les clavilles A fins a les C | 16.0 cm (6.3 in)    |
| Longitud de l'esquena, excepte el mig rodó on s'uneix el coll                       | 754.4 cm (297 in)   |
| Combats superiors (espatlles)                                                       | 340.4 cm (134 in)   |
| Combats inferiors (malucs)                                                          | 439.4 cm (173 in)   |
| Alçada del pont                                                                     | 8.9 cm (3.5 in)     |
| Profunditat de costella a les espatlles incloses les vores davantera i posterior    | 124.5 cm (49 in)    |
| Profunditat de costella als malucs incloses les vores                               | 12.7 cm (5.0 in)    |
| Distància sota el diapasó a la superfície del ventre a la unió del coll             | 22.9 cm (09 in)     |
| Pont a esquena profunditat total                                                    | 266.7 cm (105 in)   |
| Alçada total excloent el passador final                                             | 1,209.0 cm (476 in) |
| Unitat de pin final i punxa                                                         | 5.6 cm (2.2 in)     |

## Història
La família del violí, inclosos els instruments de la mida del violoncel, va sorgir a la primeria del segle xvi com una família d'instruments diferent de la família de la viola da gamba. Les primeres representacions de la família del violí, del nord d'Itàlia devers 1530, mostren tres mides, que corresponen aproximadament al que ara diuem violins, violes i violoncels. Contràriament a una idea errònia popular, el violoncel no va evolucionar a partir de la viola de gamba, sinó que va existir al seu costat durant uns dos segles i mig. La família del violí també es coneix com la família de la viola da braccio (italià per a viola per al braç), una referència a la manera principal de mantenir l'instrument. Això és per distingir-lo de la família de viola da gamba (que significa viola per a la cama), que tots es mantenen amb les cames. Els probables predecessors de la família del violí inclouen la lira da braccio i el rabec. Els violoncels més antics que es conserven els fa Andrea Amati, el primer membre conegut de la famosa família de lutiers Amati.
Cap al 1700, els músics italians van popularitzar el violoncel al nord d'Europa, tot i que el violí baix (basse de violon) es va continuar utilitzant durant dues dècades més a França. Molts violins baixos existents es van reduir literalment de mida per convertir-los en violoncels segons el patró més petit desenvolupat per Stradivarius, que també va fer una sèrie de violoncels grans de patró antic (els «Servais»). Les mides, noms i afinacions del violoncel variaven molt segons la geografia i el temps. La mida es va estandarditzar devers mitjan segle xviii.

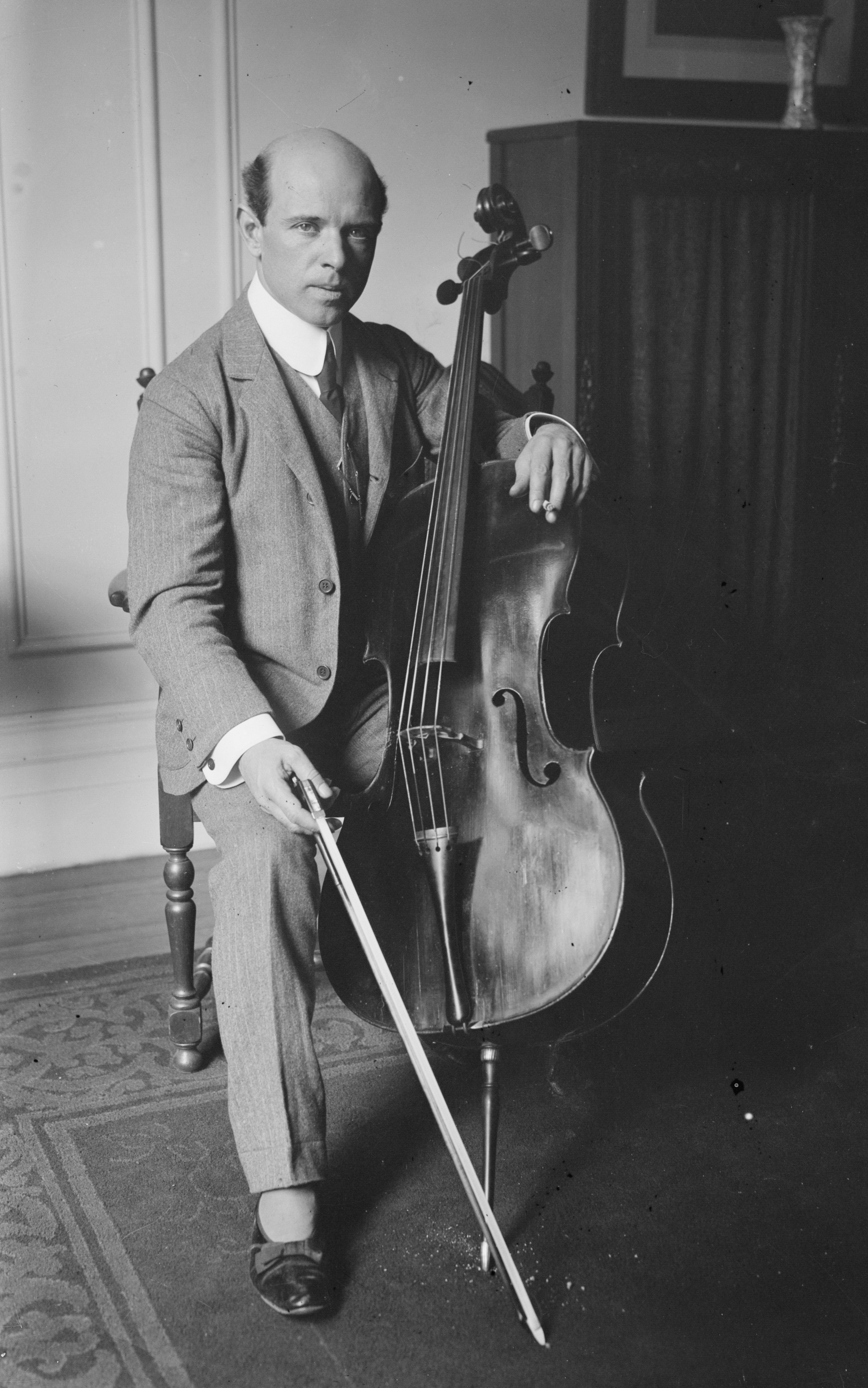
Pau Casals amb el violoncel.

###### Seglexviii
Al segle xviii compositors com Johann Sebastian Bach, Francesco Geminiani, Giovanni Battista Sammartini, Giuseppe Valentini, Antonio Vivaldi, Benedetto Marcello van compondre obres amb el violoncel com a instrument solista, tot i que era costum que el toqués parts d'acompanyament i com més parts melòdiques del mateix registre es confiaven a instruments de la família de la viola da gamba, però investigacions més recents han aclarit que, sobretot a Itàlia, la pràctica de tocar la part de baix continu de les sonates al violoncel no requeria la presència simultània d'un instrument harmònic i, per tant, el violoncel tenia el paper de diàleg amb la part solista.

###### Seglexix
Al segle xix es va introduir la pica, una característica del violoncel modern. Primer era de fusta, i fix, i permetia al violoncel·lista assolir una tècnica virtuosa que sense el suport de la pica era més complica i, per tant, les obres per a violoncel també es feien cada cop més complexes. Es fixa amb la corretja recolzapiques a la cadira.
El romanticisme musical es pot considerar l'edat d'or del violoncel. Schumann, Brahms, Dvořák o Felix Mendelssohn van compondre concerts per a violoncel i orquestra, i amb l'establiment de l'orquestra simfònica, el violoncel esdevé el tercer instrument més nombrós, després del violí i la viola.